# Allokermes essigi
Allokermes essigi är en insektsart som först beskrevs av King 1913.  Allokermes essigi ingår i släktet Allokermes och familjen eksköldlöss. Inga underarter finns listade i Catalogue of Life.